# Liste des sites mégalithiques dans le district de Portalegre
Cette liste non exhaustive recense les principaux sites mégalithiques dans le district de Portalegre, au Portugal.

## Liste
| Site                                                | Type   | Municipalité    | Notes     | Coordonnées                                             | Image |
| --------------------------------------------------- | ------ | --------------- | --------- | ------------------------------------------------------- | ----- |
| Antas de Monte da Ordem (Antas da Herdade da Ordem) | Dolmen | Aviz            | 8 dolmens | 38° 56′ 40″ N, 8° 00′ 55″ O                             |       |
| Anta da Melriça                                     | Dolmen | Castelo de Vide |           | 39° 25′ 59″ N, 7° 30′ 07″ O                             |       |
| Antas de Coureleiros                                | Dolmen | Castelo de Vide | 4 dolmens | 39° 26′ 35″ N, 7° 28′ 12″ O 39° 26′ 42″ N, 7° 28′ 19″ O |       |
| Menhir de Meada                                     | Menhir | Castelo de Vide |           | 39° 29′ 46″ N, 7° 26′ 44″ O                             |       |
| Anta de Aldeia da Mata                              | Dolmen | Crato           |           | 39° 18′ 04″ N, 7° 42′ 39″ O                             |       |
| Anta da Cabeçuda                                    | Dolmen | Marvão          |           | 39° 28′ 25″ N, 7° 21′ 26″ O                             |       |
| Anta da Encheira dos Vidais                         | Dolmen | Marvão          |           | 39° 27′ 29″ N, 7° 18′ 54″ O                             |       |
| Anta da Granja                                      | Dolmen | Marvão          |           | 39° 27′ 37″ N, 7° 19′ 14″ O                             |       |
| Anta da Laje dos Frades                             | Dolmen | Marvão          |           | 39° 27′ 12″ N, 7° 18′ 37″ O                             |       |
| Anta do Vale da Figueira                            | Dolmen | Marvão          |           | 39° 27′ 42″ N, 7° 20′ 52″ O                             |       |
| Menhir dos Pombais                                  | Menhir | Marvão          |           | 39° 28′ 01″ N, 7° 20′ 04″ O                             |       |
| Anta da Serrinha                                    | Dolmen | Montforte       |           | 39° 02′ 04″ N, 7° 29′ 55″ O                             |       |
| Antas de São Gens                                   | Dolmen | Nisa            | 4 dolmens | 39° 26′ 53″ N, 7° 40′ 34″ O                             |       |
| Antas des Saragonheiros                             | Dolmen | Nisa            | 2 dolmens | 39° 27′ 10″ N, 7° 38′ 13″ O 39° 27′ 20″ N, 7° 38′ 20″ O |       |
| Menhir de Patalou                                   | Menhir | Nisa            |           | 39° 28′ 58″ N, 7° 35′ 38″ O                             |       |